# Hemisemidalis kasyi
Hemisemidalis kasyi is een insect uit de familie van de dwerggaasvliegen (Coniopterygidae), die tot de orde netvleugeligen (Neuroptera) behoort. 
De wetenschappelijke naam Hemisemidalis kasyi is voor het eerst geldig gepubliceerd door H. Aspöck & U. Aspöck in 1965.